# دنلدي سانوسي مايمبا
دنلدي سانوسي مايمبا () هو الماي التانغالي [الإنجليزية] السادس عشر من مشيخة تانغالي. اعتلى العرش بعد 52 يومًا من وفاة عبدو بوبا مايشيرو الثاني، الخامس عشر التانغالي. عيّنه حاكم ولاية غومبي وفقًا لقانون زعامة غومبي وبالتشاور مع المشرعين.

## الحياة المبكرة والتعليم
ولد السيد دانلادي سانوسي مايمبا في 12 شباط 1966 في منطقة الحكومة المحلية بيليري [الإنجليزية] في ولاية غومبي. ذهب إلى مدرسة بيليري [الإنجليزية] الابتدائية حيث حصل على شهادة إتمام الدراسة الابتدائية. بعد ذلك، انتقل إلى مدرسة حكومية ثانوية نهارية، في ثكنة عسكرية في يولا حيث حصل على شهادة المدرسة الثانوية في عام 1984. أكمل تعليمه العالي في المعهد الفيدرالي للفنون التطبيقية في باوتشي حيث حصل على درجة في الإدارة العامة.

## الحياة المهنية
كان دنلدي سانوسي مايمبا موظفًا حكوميًا عمل في العديد من القطاعات الحكومية. عمل في وزارة التربية والتعليم في ولاية باوتشي من عام 1987 إلى عام 1996.
كان يعمل في محكمة الاستئناف الشرعية في غومبي بين عامي 2005 و2011 ثم غادر للعمل في لجنة الخدمة الحكومية المحلية من عام 2011 إلى عام 2016. في عام 2016، ترك الحكومة المحلية لتولي منصب في وزارة تربية الحيوان والشؤون البدوية والذي استمر حتى عام 2018. في العام نفسه، حصل على تعيين في لجنة خدمة مجلس نواب ولاية غومبي، واستمر هذا التعيين حتى اليوم الذي اعتلى فيه العرش.